# Deniz Özdoğan
Deniz Özdoğan (Istanbul, 3 aprile 1982) è un'attrice turca naturalizzata italiana.

## Biografia
Ha iniziato a recitare all'età di cinque anni, come allieva del Teatro Nazionale di Istanbul. Si trasferì in Italia nel 2001, all'età di 19 anni, e qui si iscrisse all'Accademia nazionale d'arte drammatica, diplomandosi nel 2004. Tra gli altri, ha recitato al fianco di Massimo Dapporto ne Il malato immaginario, ne Il gabbiano di Anton Čechov per la regia di Leo Muscato, in La casa di Ramallah di Antonio Tarantino al fianco di Giorgio Albertazzi, nel Romeo e Giulietta per la regia di Valerio Binasco e con Riccardo Scamarcio.
Nel 2016 è stata una dei tre artisti scelti dall'ambasciata turca come rappresentante della cultura turca in Italia insieme a Ferzan Özpetek e Serra Yılmaz.
Molte collaborazioni con Valerio Binasco e la sua Popular Shakespeare Company di cui ha fatto parte, unitamente all'importante rapporto creatosi con il drammaturgo e regista argentino Rafael Spregelburd con cui ha lavorato varie volte insieme negli ultimi anni, fino al recente spettacolo con produzione e cast internazionale La Fin de l'Europe, all'interno del quale è contenuto il testo "La Fin de la Noblesse" scritto da Spregelburd appositamente per lei.
Nel 2011 esordisce nel cinema con Io non sono io. Romeo, Giulietta e gli altri di Paolo Santolini accanto a Riccardo Scamarcio, a cui fanno seguito tra gli altri Fiabeschi torna a casa con la regia di Max Mazzotta con Lunetta Savino e Ninetto Davoli,T.I.R regia di Alberto Fasulo con Branko Zavrsan, The Fish in Me regia di Ertan Velimatti Alagöz e La Rivincita per la regia di Leo Muscato.
Nel 2011 ha vinto il Premio Fabulae Atellanae per il teatro e ha ricevuto la nomination come Migliore Attrice Giovane per il Premio Teatro Giovani. Nel 2013 vince il Premio Golden Graal come Miglior Attrice per la sua interpretazione di Giulietta. Nel 2014 vince il (Golden Boll) Altın Koza al 21.Uluslararası Adana Film Festivali come "Migliore Attrice".
Nel 2017 le viene consegnato il Premio Adelaide Ristori.

## Filmografia
- Fiabeschi torna a casa, regia di Max Mazzotta (2013)
- The fish in me, regia di Ertan Velimatti Alagöz (2015)
- La rivincita, regia di Leo Muscato (2020)